# Friedhof Saint-Ouen bei Paris

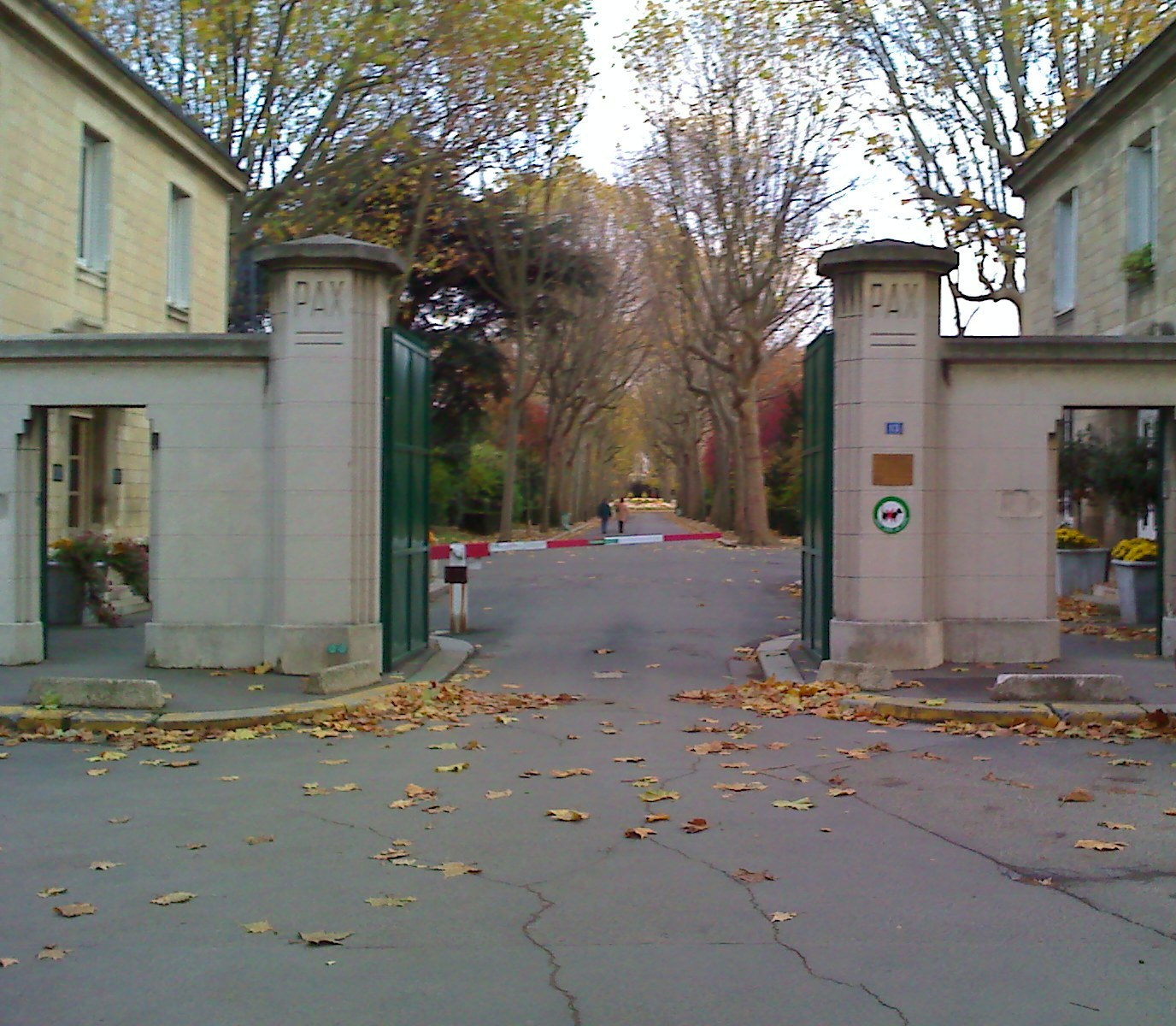
Haupteingang des Friedhofs

Der Friedhof Saint-Ouen (Cimetière parisien de Saint-Ouen) ist ein Friedhof nördlich von Montmartre in Saint-Ouen-sur-Seine nahe Paris, Frankreich. Er besteht aus einem alten und einem neuen  Teil. Der ältere Teil wurde 1860 in der Rue Adrien Lesesne eröffnet, der neuere am 1. September  1872 in der Avenue Michelet.

## Gräber bekannter Persönlichkeiten
- Alphonse Allais (1854–1905), Schriftsteller
- Mireille Balin (1909–1968), Schauspielerin
- Maurice Cognacq (1870–1949), Kolonialgouverneur
- Gérard Darrieu (1925–2004), Schauspieler
- Samson François (1924–1970), Pianist und Komponist
- Marcelle Géniat (1881–1959), Schauspielerin
- Mona Goya (1909–1961), Schauspielerin
- Danièle Huillet (1936–2006), Filmemacherin
- Georges Joubin (1888–1983), Maler
- Lily Laskine (1893–1988), Harfenistin
- Suzanne Lenglen (1899–1938), Tennisspielerin
- Alfred Manessier (1911–1993), Maler
- Jean-Marie Straub (1933–2022), Filmemacher
- Émile-Alexandre Taskin (1853–1897), Opernsänger
- Jean Tissier (1896–1973), Schauspieler
- Suzanne Valadon (1865–1938), Malerin
- André Utter (1886–1948), Maler und Ehemann von Suzanne Valadon

Der hier ebenfalls beigesetzte Exilant Ödön von Horváth (1901–1938) wurde am 7. Juni 1988 auf den Heiligenstädter Friedhof in Wien in ein ehrenhalber gewidmetes Grab umgebettet.